# Romà Cuyàs i Sol
Romà Cuyàs i Sol   (Barcelona, 24 de novembre de 1938 - Barcelona, 27 de desembre de 2019) va ser un advocat, dirigent esportiu i promotor cultural català.

## Carrera esportiva
Fou atleta del Club Natació Barcelona, del qual també formà part de la junta directiva com a president de la secció d'atletisme. Va entrar a la Federació Catalana d'Atletisme el 1962 com a vocal de la junta sota la presidència de Miquel Arévalo, i va ser membre de la junta directiva de la Reial Federació Espanyola d'Atletisme en representació dels clubs de primera divisió de 1980 a 1982.
Entre 1982 i 1987 va ser secretari d'Estat per a l'Esport del Govern espanyol i president del Consejo Superior de Deportes. També presidí el Comitè Olímpic Espanyol del 1983 al 1984, del qual fou membre d'honor vitalici des del 1984. Presidí la Federació Catalana d'Atletisme del 2000 al 2012, període durant el qual va inaugurar la Pista Coberta de Sabadell, la primera que va existir a Catalunya des de feia trenta anys.
En relació amb els Jocs Olímpics de Barcelona va ser l'autor de l'estudi de viabilitat dels Jocs per encàrrec del ple de l'Ajuntament del 14 de gener de 1982; primer comissari del Projecte Olímpic Barcelona 92 i vicepresident primer de la candidatura olímpica de Barcelona en representació del Govern espanyol; membre del Comitè Executiu del COOB 92; vicepresident delegat de l'Olimpíada Cultural, i director de la Memòria Oficial dels Jocs Olímpics de Barcelona 92.

## Àmbit professional
En l'àmbit professional va ser conseller-delegat d'Edicions 62, director general únic del grup d'empreses d'Editorial Planeta i defensor del soci d'Agrupació Mútua. Com a promotor cultural ha estat fundador i primer president de l'Associació d'Editors en Llengua Catalana (1978-1982), vocal, comptador, tresorer i vicepresident del Gremi d'Editors de Catalunya (1971-1982), i director general de Promoció Cultural de la Generalitat de Catalunya (1996-1997).

## Premis i distincions
Va rebre la medalla d'or al mèrit esportiu del Govern espanyol i el collar de plata del Comitè Olímpic Internacional.
El Govern de la Generalitat de Catalunya li va concedir la Creu de Sant Jordi l'11 d'abril de 2017.